# Pfarrkirche Unterrabnitz

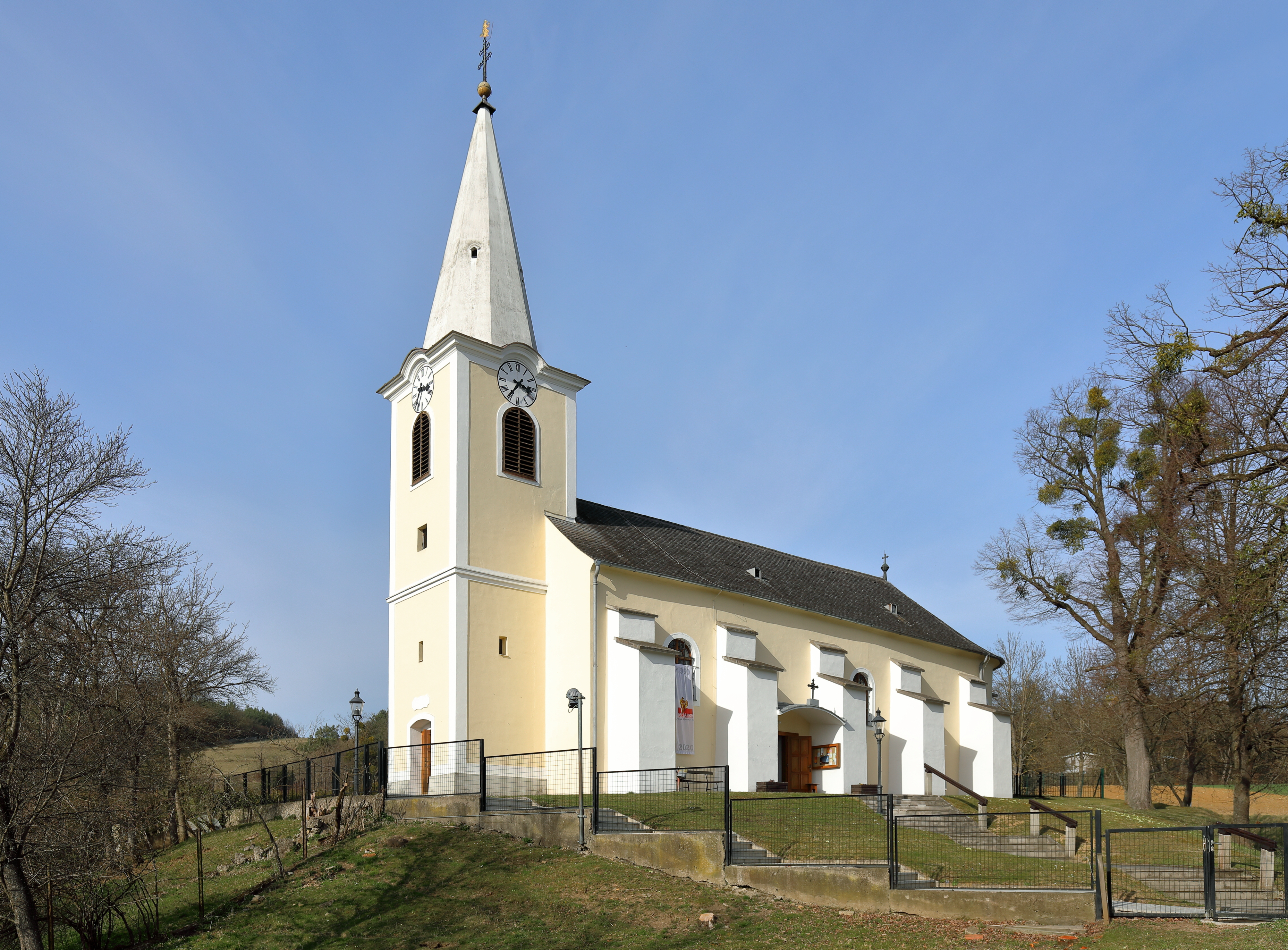
Pfarrkirche Unterrabnitz

Die römisch-katholische Pfarrkirche Unterrabnitz steht oberhalb des Ortes Unterrabnitz im alten Friedhof in der Gemeinde Unterrabnitz-Schwendgraben im Bezirk Oberpullendorf im Burgenland. Die Kirche ist den Heiligen Petrus und Paulus geweiht und gehört zum Dekanat Oberpullendorf. Die Kirche steht unter Denkmalschutz (Listeneintrag).

## Geschichte
Vermutlich bestand bereits im Mittelalter eine Pfarre in Unterrabnitz. Diese wurde nach der Reformation 1772 wiedererrichtet.

## Kirchenbau

### Äußeres
Die Kirche ist ein einfacher Bau mit Westturm sowie halbrundem Chor. Der Turm mit quadratischem Grundriss ist leicht gedrungen und hat einen steinernen Spitzhelm. Die Strebepfeiler an Schiff und Apsis stammen aus dem Barock. Sie wurden 1974 restauriert.

### Inneres
An das dreijochige Kirchenschiff schließt ein kürzeres Emporenjoch. Die Wände mit barocker Gliederung: Pilaster und ein profiliertes Hauptgesims aus dem 18. Jahrhundert tragen die Flachdecke, die auch über die Apsis greift. Sie wurde im 19. Jahrhundert eingezogen. Die Westempore wurde ohne Stützen errichtet.

## Ausstattung
Vom ehemaligen, barocken Hochaltar sind zwei Holzfiguren der Heiligen Petrus und Paulus in neuerer Fassung erhalten. Sie stehen auf der Mensa. Das barocke Altarbild zeigt die Szene „Mariä Himmelfahrt“ und stammt aus der Mitte des 18. Jahrhunderts. Es hängt an der Apsiswand. Die Schnitzfiguren vom Altaraufsatz, Gottvater und Jesus, stehen an der Apsiswand. An der Decke der Apsis ist eine Taube in goldenem Strahlenkranz.
Am neoromanischen Seitenaltar stehen zwei barocke Figuren in neuerer Fassung. Sie zeigen den heiligen Sebastian und den heiligen Rochus. Sie stammen, wie das Marienbild darüber, aus dem 18. Jahrhundert. Am linken Chorpilaster  steht eine bemerkenswerte Madonna mit Kind aus dem ersten Viertel des 18. Jahrhunderts. Am rechten Chorpilaster steht eine Statue des heiligen Josef aus der zweiten Hälfte des 18. Jahrhunderts. Die 14 Kreuzwegstationen sind Ölbilder im Nazarenerstil und stammen aus dem dritten Viertel des 19. Jahrhunderts. Der Taufstein ist aus dem 18. Jahrhundert.
Die Orgel aus 1910 mit 8 Registern wurde von Gebrüder Rieger gebaut. Die Glocke ist bezeichnet mit Andreas Haller, Szombathely 1823.